# Гриньо
Грѝньо (на италиански и на венециански: Grigno) е село и община в Северна Италия, автономна провинция Тренто, автономен регион Трентино-Южен Тирол. Разположено е на 263 m надморска височина. Населението на общината е 2161 души (към 2019 г.).